# Soumaila Coulibaly
Soumaila Coulibaly   (Bamako, 15 d'abril de 1978) és un exfutbolista malià de la dècada de 2000.
Fou internacional amb la selecció de futbol de Mali.
Pel que fa a clubs, destacà a Zamalek SC, SC Freiburg i Borussia Mönchengladbach.